# Lee Keun-ho (cầu thủ bóng đá, sinh 1996)
Đây là một tên người Triều Tiên, họ là Lee.
Lee Keun-ho (sinh ngày 21 tháng 5 năm 1996) là một tiền đạo bóng đá Hàn Quốc thi đấu cho Pohang Steelers ở K League Classic.